# Mauzoleum Atatürka
Mauzoleum Atatürka  (tr. Anıtkabir) – mauzoleum założyciela Republiki Turcji i jej pierwszego prezydenta oraz Marszałka Turcji, Mustafy Kemala Atatürka, znajdujące się w Ankarze, stolicy Turcji. Zostało zaprojektowane przez architektów: profesora Emina Onata oraz Orhana Arda i ukończone w 1953 roku. Na terenie mauzoleum znajduje się również grób drugiego prezydenta Republiki, wielokrotnego premiera, a jednocześnie przyjaciela i bliskiego współpracownika Atatürka – generała-pułkownika İsmeta İnönü.
Anıtkabir położone jest w centrum miasta, na wzgórzu zwanym Anıttepe. Mauzoleum jest oświetlone w ciągu nocy. W określone dni organizowane są również spektakle światło i dźwięk.

## Historia powstania
Mustafa Kemal Atatürk zmarł 10 listopada 1938 roku w Pałacu Dolmabahçe i został czasowo pochowany w Muzeum Etnograficznym w Ankarze. W 1942 roku ogłoszono międzynarodowy konkurs na najlepiej zaprojektowane mauzoleum, które ukaże osiągnięcia i osobowość Atatürka i jednocześnie całego narodu tureckiego. Do finału zakwalifikowało się 49 projektów, z których wybrano ostatecznie projekt Emina Onata i Orhana Arda. Budowę mauzoleum ukończono w 1953 roku. Ciało Atatürka zostało przeniesione do mauzoleum 10 listopada 1953 roku i umieszczone w specjalnej komorze pod katafalkiem.

## Opis

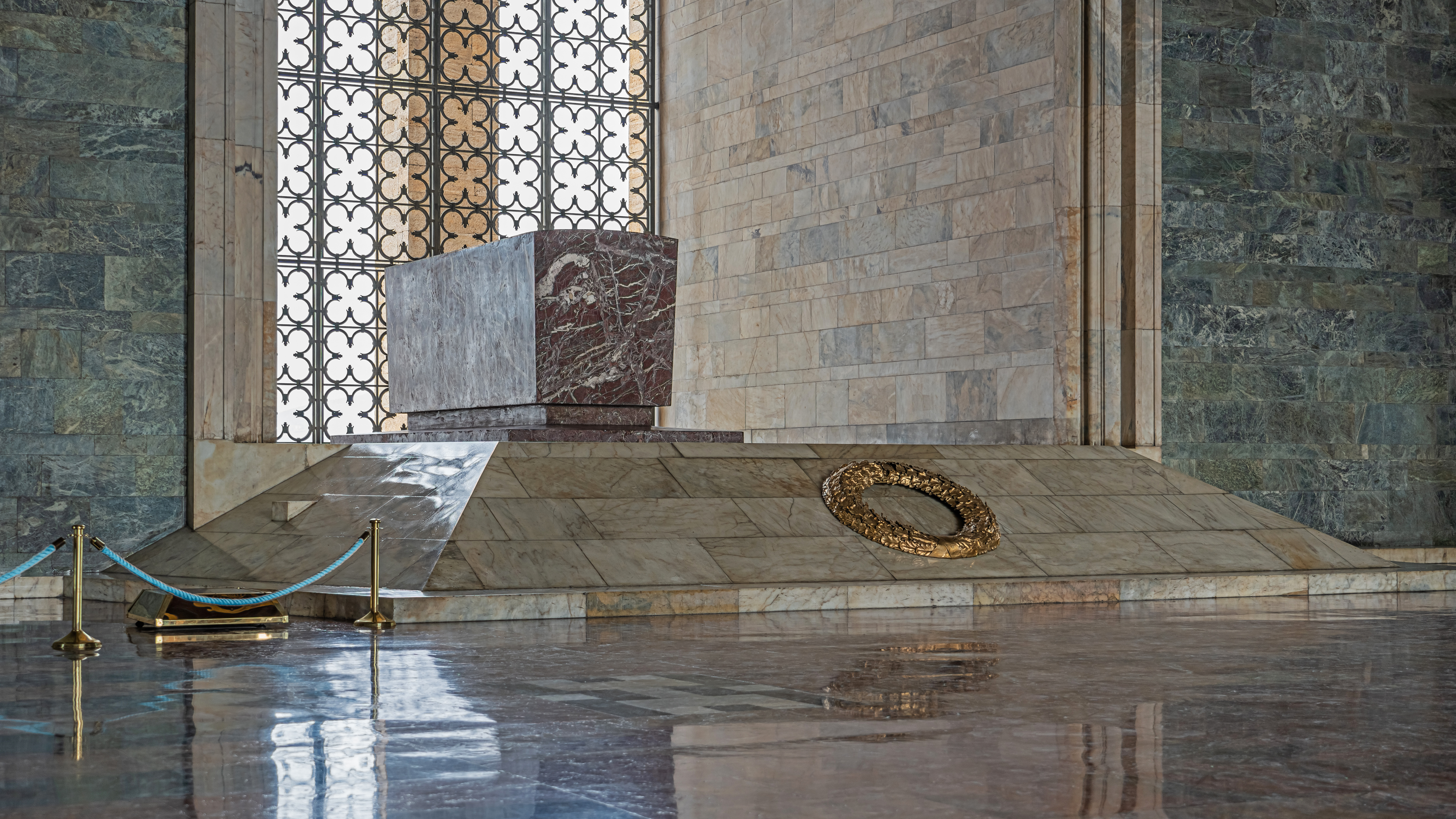
Symboliczny sarkofag

Przy budowie mauzoleum wykorzystano kamienie z okolic Ankary, oraz marmur z Hatay, Afyonu i Çanakkale.
Mauzoleum jest otoczone Parkiem Pokoju, nazwanym tak na cześć jednej z maksym pierwszego prezydenta Turcji: „Pokój w kraju, pokój na świecie”, park jest niedostępny dla zwiedzających. Wjazd na teren mauzoleum jest możliwy od strony południowej. Parking znajduje się przy mauzoleum, od strony zachodniej. Po stopniach wchodzi się na Plac Zwycięstwa. Plac ten może pomieścić 40 000 osób. Otoczony jest galeriami i wieżami. Wieże rozmieszczone są symetrycznie, czworokątne, zwieńczone spiczastymi dachami, sufity zostały ozdobione freskami. Wejście do muzeum znajduje się w wieży zwanej Misak-ı Millî. Pozostałe wieże to: 23 Nisan (23 kwietnia), Zafer (Zwycięstwo), İnkilap (Reformy), Mehmetçik i Cumhuriyet (Republika). Umieszczono tu również samochody i łódź Atatürka. Naprzeciwko wejścia do mauzoleum, po drugiej stronie placu, znajduje się grób İsmeta İnönü.
W muzeum można obejrzeć pamiątki po Atatürku, jego osobiste rzeczy, ubrania, książki, dokumenty, zdjęcia.
Od strony północnej do Placu Zwycięstwa przylega Aleja Lwów. Nazwa bierze się od 24 hetyckich lwów ustawionych wzdłuż alei.
Mauzoleum Atatürka znajduje się po lewej stronie Placu Zwycięstwa. Wnętrze – Sala Honoru – wyłożona jest czerwoną mozaiką. Znajduje się tam marmurowy sarkofag. Pod nim znajduje się komora, w której spoczywa trumna z ciałem Atatürka. Otoczona jest pojemnikami wypełnionymi ziemią ze wszystkich miast Turcji. Wnętrze komory można obejrzeć na monitorach w muzeum.
W mauzoleum znajdują się również rzeźby takich tureckich artystów jak: Zühri Müritoğlu, Hamdi Bora i Nusret Duman.